# Pyxicephalidae
Pyxicephalidae Bonaparte, 1850 è una famiglia di anfibi dell'ordine degli Anuri.

## Tassonomia
La famiglia comprende 85 specie raggruppate in 12 generi ricompresi a loro volta in 2 sottofamiglie:
- Sottofamiglia Cacosterninae Noble, 1931 (79 sp.)
  - Amietia Dubois, 1919 (16 sp.)
  - Anhydrophryne Hewitt, 1926 (3 sp.)
  - Arthroleptella Hewitt, 1887 (10 sp.)
  - Cacosternum Boulenger, 1991 (16 sp.)
  - Microbatrachella Hewitt, 1926 (1 sp.)
  - Natalobatrachus Hewitt, 1926 (1 sp.)
  - Nothophryne Poynton, 1926 (5 sp.)
  - Poyntonia Channing and Boycott, 1926 (1 sp.)
  - Strongylopus Tschudi, 1838 (10 sp.)
  - Tomopterna Duméril and Bibron, 1841 (16 sp.)

- Sottofamiglia Pyxicephalinae Bonaparte, 1850 (6 sp.)
  - Aubria Boulenger, 1917 (2 sp.)
  - Pyxicephalus Tschudi, 1838 (4 sp.)